# Wu Poh-hsiung

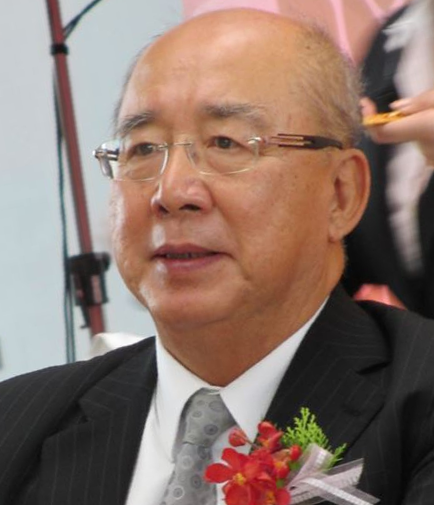
Wu Po-hsiung

Wu Poh-hsiung (chino tradicional: 吳伯雄; chino simplificado: 吴伯雄; Nacido en Taoyuan, Taiwán, el 19 de junio de 1939) es un político en la República de China, es actualmente presidente del Partido Kuomintang de Taiwán (KMT). Sirvió como alcalde de Taipéi (1988-1990), ministro del interior de la República de China, y secretario general de la presidencia (1991-1996). 

## Biografía
Nació en el seno de una familia de etnia Hakka en la ciudad de Chungli, condado de Taoyuan, y recibió una licenciatura en administración de empresas de la Universidad Nacional de Cheng Kung en 1962. Ingresó en la política cuando fue elegido como representante en el Consejo Provincial de Taiwán por el distrito electoral del Condado de Taoyuan de 1968 a 1972 y posteriormente como Magistrado del Condado de Taoyuan de 1972 a 1976. 
Después de que Ma Ying-jeou renunciara a la presidencia del partido Kuomintang, Wu Poh-hsiung, quien anteriormente ocupaba el puesto de vicepresidente, comenzó a actuar como presidente en ejercicio de partido. Más adelante dimitió sin embargo a su puesto de presidente y miembro del Comité Central para competir en la elección para el cargo de presidente planificada para el 7 de abril de 2007. Ma anunció su apoyo para Wu a la candidatura para la presidencia. 
Wu ganó finalmente la elección de la presidencia del partido, logrando cerca del 90% de votos, derrotando al Legislador del Kuomintang Hung Hsiu-chiu en una elección en la que votaron cerca del 53% de los votantes registrados.
Fuera de la política, Wu es un budista practicante y ha proclamado apoyo para la orden budista Fo Guang Shan de Taiwán. Wu sirvió como el segundo presidente mundial de la Asociación Internacional de la Luz de Buda. 
En junio de 2008 visitó China invitado por el presidente Hu Jintao.
- Datos: Q715529
- Multimedia: Wu Po-hsiung / Q715529